# Nati nel 1565
| Questa pagina contiene informazioni ricavate automaticamente dalle voci biografiche con l'ausilio del template Bio e di un bot. L'aggiornamento è periodico e automatico e ricostruisce completamente la pagina. Se manca una persona in questa lista, sei pregato di non aggiungerla, ma accertati piuttosto che la sua voce biografica contenga il template Bio e che i dati anagrafici siano correttamente compilati. Se il template Bio manca, inseriscilo tu stesso o, in alternativa, metti l'avviso {{tmp\|Bio}} che ne segnala la mancanza. Se i dati riportati sono sbagliati, correggi direttamente la voce biografica; le modifiche saranno visibili in questa lista entro pochi giorni. Per chiarimenti vedi il progetto biografie. La lista contiene solo le 80 persone che sono citate nell'enciclopedia e per le quali è stato implementato correttamente il template Bio. Pagina aggiornata al 2 giu 2025. |

## Gennaio(4)
- 12 gennaio - Isabella Gonzaga, nobile italiana († 1637)
- 17 gennaio - Maria Anna di Gesù Navarro, religiosa spagnola († 1624)
- 20 gennaio - Lodovico delle Colombe, filosofo italiano († 1616)
- 31 gennaio - Ikeda Terumasa, militare giapponese († 1613)

## Febbraio(2)
- 14 febbraio - Alonso de Idiáquez de Butrón y Múgica, militare e nobile spagnolo († 1618)
- 17 febbraio - Giovanni Giacomo Staserio, gesuita, matematico e astronomo italiano († 1635)

## Marzo(1)
- 18 marzo - Aernout van Buchel, scrittore e disegnatore olandese († 1641)

## Aprile(5)
- 2 aprile - Muzio Pansa, medico e letterato italiano († 1628)
- 2 aprile - Cornelis de Houtman, esploratore e navigatore olandese († 1599)
- 3 aprile - Anna III di Stolberg, religiosa tedesca († 1601)
- 16 aprile - Elizabeth Raleigh, nobildonna inglese († 1647)
- 19 aprile - Angelo Badoer, politico e diplomatico italiano († 1630)

## Maggio(2)
- 5 maggio - Gotō Mototsugu, militare giapponese († 1615)
- 15 maggio - Hendrick de Keyser il Vecchio, architetto, scultore e medaglista olandese († 1621)

## Giugno(2)
- 2 giugno - Francisco Ribalta, pittore spagnolo († 1628)
- 21 giugno - Scipione Chiaramonti, astronomo e filosofo italiano († 1652)

## Agosto(4)
- 5 agosto - Paola Massarenghi, compositrice italiana
- 9 agosto - Luigi II di Nassau-Weilburg, nobile tedesco († 1627)
- 16 agosto - Cristina di Lorena, sovrana († 1636)
- 29 agosto - Agostino Ciampelli, pittore italiano († 1630)

## Settembre(4)
- 10 settembre - Niccolò Longobardi, gesuita italiano († 1654)
- 17 settembre - Edoardo Fortunato di Baden-Baden, nobile tedesco († 1600)
- 26 settembre - Aelius Everhardus Vorstius, medico e botanico olandese († 1624)
- 28 settembre - Alessandro Tassoni, scrittore e poeta italiano († 1635)

## Ottobre(3)
- 6 ottobre - Marie de Gournay, scrittrice e filosofa francese († 1645)
- 14 ottobre - Ippolito Galantini, predicatore italiano († 1620)
- 22 ottobre - Benedikt Carpzov il Vecchio, docente e giurista tedesco († 1624)

## Novembre(4)
- 6 novembre - Ippolita d'Este, nobildonna italiana († 1602)
- 10 novembre - Laurentius Paulinus Gothus, religioso, teologo e astronomo svedese († 1646)
- 14 novembre - Petrus Bertius, cartografo, bibliotecario e matematico fiammingo († 1629)
- 30 novembre - Pietro Fourier, presbitero francese († 1640)

## Senza giorno specificato(49)
- Maurice Abbot, mercante e politico inglese († 1642)
- Reza Abbasi, miniaturista e pittore persiano († 1635)
- Bernardo de Alderete, letterato spagnolo († 1645)
- Ottavio d'Aragona Tagliavia, nobile, politico e militare italiano († 1623)
- Ayşe Sultan, principessa ottomana († 1605)
- Giovan Giacomo Barbiano di Belgioioso, ufficiale italiano († 1626)
- Marino Bizzi, arcivescovo cattolico italiano († 1625)
- Marcantonio Brandolini, nobile italiano († 1616)
- Filippo Caetani, VII duca di Sermoneta, nobile, commediografo e poeta italiano († 1614)
- Ridolfo Campeggi, letterato e poeta italiano († 1624)
- Giovanni Matteo Cariofilo, arcivescovo cattolico, traduttore e umanista greco († 1633)
- Rostom di Cartalia, re († 1658)
- Giacomo Cavalieri, cardinale italiano († 1629)
- Ansaldo Cebà, poeta e scrittore italiano († 1623)
- Chōsokabe Nobuchika, militare giapponese († 1587)
- Elizabeth Clarke, inglese († 1645)
- Giovanni Battista Durazzo, doge († 1642)
- Giovanni Emo, vescovo cattolico italiano († 1622)
- Giovanni Francesco Fiammelli, matematico e ingegnere militare italiano († 1613)
- Giovanni Maria Filippi, architetto italiano
- Ferdinando Gorges, nobile britannico († 1647)
- Bandino Gualfreducci, religioso e umanista italiano († 1627)
- Willem Haultain de Zoete, ammiraglio olandese († 1637)
- Isaiah Horowitz, rabbino e religioso boemo († 1630)
- Jacopo Inghirami, ammiraglio italiano († 1624)
- Giambattista Liviera, letterato, tragediografo e poeta italiano († 1628)
- Matsudaira Ienobu, militare giapponese († 1638)
- Giovanni Ambrogio Mazenta, religioso e architetto italiano († 1635)
- Francis Meres, scrittore inglese († 1647)
- Simone Molinaro, compositore e editore italiano († 1634)
- Mori Ranmaru, giapponese († 1582)
- Francesco Nori, vescovo cattolico e letterato italiano († 1631)
- Isaac Oliver, pittore, disegnatore e miniaturista inglese († 1617)
- Pier Francesco Piola, pittore italiano († 1600)
- Giovanni Pietro de Pomis, pittore, medaglista e architetto italiano († 1633)
- Jan Saenredam, pittore, incisore e cartografo olandese († 1607)
- Walter Scott, I lord Scott di Buccleuch, nobile scozzese († 1611)
- Michelangelo Seghizzi, vescovo cattolico italiano († 1625)
- Anthony Shirley, nobile, avventuriero e diplomatico inglese († 1635)
- John Spottiswoode, vescovo anglicano e storico scozzese († 1639)
- Fabrizio Stella, giurista e avvocato italiano († 1644)
- Carlo Tapia, giurista e nobile italiano († 1644)
- Johann Thölde, alchimista, scrittore e editore tedesco († 1614)
- Carlo Emanuele Teodoro Trivulzio, nobile e condottiero italiano († 1605)
- Horace Vere, generale inglese († 1635)
- Laudivio Zacchia, cardinale e vescovo cattolico italiano († 1637)
- Pietro Zlojutrić, vescovo cattolico bosniaco († 1624)
- Livia d'Arco, soprano italiana († 1611)
- Álvaro II del Congo, re († 1614)